# 黑馬山墓群
黑馬山墓群位於四川省巴中市平昌縣，文物遺址年代判定為清。2012年7月16日公佈為第八批四川省文物保護單位。

## 簡介[2]
黑馬山墓群位於四川省巴中市平昌縣江口鎮五一村10組黑馬山腳，坐西向東，共有墓葬3座，均為夫妻合葬墓，M1李在明墓，建於清乾隆五十年（1785），M2李映元墓，建於清道光六年（1826），M3李坤元墓，建於清咸豐十年（1860）。其中M2李映元墓由土塚、墓碑、碑、牌坊、字庫、桅杆組成。黑馬山墓群規模宏大，佈局合理，構思巧妙，墓前建築反映了地方古建築的特徵，雕刻藝術的高超水平，具有較高的歷史、藝術價值。